# Albert de Joode
Albertus (Albert) de Joode (Oostzaan, 28 november 1891 – Amsterdam, 21 februari 1972) was een Nederlands nationaalsocialistisch politicus. Hij staat ook bekend onder de pseudoniemen Albert de Joode van Waterland en Albert van Waterland.

## Loopbaan
Albert de Joode was van huis uit journalist. Tussen 1911 en 1916 was hij als zodanig werkzaam bij De Waterlander, daarna tot 1931 bij De Telegraaf (waar hij in 1931 werd ontslagen wegens zijn politieke activiteiten) en terzelfder tijd bij het Nijmeegsch Nieuws (1925-1931). Bij De Nieuwe Dag werkte hij van 1933 tot 1935, maar ook daar werd hij ontslagen wegens zijn politieke activiteiten. Daarna vervulde hij tussen 1936 en 1940 de functie van administrateur bij een Amsterdams reisbureau.
Zijn politieke leven nam in december 1931 een aanvang, toen hij leider werd van de Amsterdamse afdeling van de toen pas opgerichte NSNAP. Nadat hij enkele maanden na de oprichting door de oprichter ervan, Ernst Herman van Rappard, uit de partij was gezet, richtte hij in juli 1932 onder zijn pseudoniem Albert van Waterland een eigen partij op die in april 1933 als Nationaal-Socialistische Partij aan de Kamerverkiezingen deelnam. De Joode trachtte vooral onder de in Duitsland levende en werkende Nederlanders aanhang te vinden. In het tijdschrift De Nationaal-Socialist dat tussen 1932 en 1934 verscheen en waarvan De Joode de hoofdredacteur was, verspreidde hij zijn ideeën. De Nationaal-Socialistische Partij (NSP) was de eerste uitgesproken nationaalsocialistische partij, die deelnam aan een landelijke stembusstrijd. Bij de Tweede Kamerverkiezingen van april 1933 behaalde de NSP 2127 stemmen (0,06%). Mede als gevolg van deze teleurstellende verkiezingsuitslag werd De Joode door zijn eigen 'Landesleiter' in Duitsland, M. van den Heuvel, afgezet als partijleider. Een gepensioneerd majoor van het KNIL, de vierenzestigjarige C.J.A. Kruyt werd toen aangezocht de vacante post van partijleider op te vullen.
Eerst in augustus 1940, na de Duitse inval, maakte De Joode een weinig succesvolle comeback onder de naam NSNAP-De Nederlandsche Hakenkruisers. De partij bracht nog één enkele brochure uit en één exemplaar van een nieuw blad (De Dageraad der Volksbevrijding). De Duitse bezettingsmacht weigerde de partij echter te erkennen, waarmee het lot van De Joodes nieuwste politieke initiatief bezegeld was. In 1941 bleek hij lid van de NSB te zijn geworden, die hem zes maanden later, in 1942, alweer als lid royeerde wegens contributieschuld.
Na de Tweede Wereldoorlog werd hij veroordeeld tot een geldboete wegens zijn politieke activiteiten.
 Portaal: Fascisme en nationaalsocialisme in Nederland · Fascisme · Nationaalsocialisme
1. ↑  Archiefkaart A. de Joode. archief.amsterdam. Geraadpleegd op 5 januari 2023.